# Baskeťák Bart
Baskeťák Bart (v anglickém originále 22 for 30) je 17. díl 28. řady (celkem 613.) amerického animovaného seriálu Simpsonovi. Scénář napsal Joel H. Cohen a díl režíroval Chris Clements. V USA měl premiéru dne 12. března 2017 na stanici Fox Broadcasting Company a v Česku byl poprvé vysílán 2. září 2017 na stanici Prima Cool.

## Děj
Příběh je zpracován jako dokument 22 za 30 o vzestupu a pádu kariéry Barta v basketbalovém týmu Springfieldské základní školy (SES). Vše začalo rošťárnou, za kterou byl poškole nejdéle v historii. V poškole začal házet věci do odpadkového koše, a objevil tak svůj basketbalový talent. Poté byl zařazen do školního basketbalového týmu a stal se hvězdou, což si patřičně užíval; zároveň však rostla i jeho namyšlenost. Homer se stal trenérem týmu a Bart začal Homera nerespektovat, což vedlo ke střetům mezi nimi. Tlustý Tony si toho všiml a vymyslel plán – mafiáni Bartovi říkali, o kolik chtějí, aby tým SES vyhrál, čímž Bart nevědomky umožnil sázkový podvod.
Na finálovém zápasu Městských šampionů opět vyhraje SES poté, co Homer škrtil Barta. Bart však zjistil, že na tom Tlustý Tony vydělává a nyní po něm žádá, aby zápas prohrál. Bart usoudí, že by tím zradil tým a celé město.
Ve hře se Milhouse (který byl také vydírán Tlustým Tonym) snažil zabránit Bartovi v trefení vítězné střely, ale neuspěl. Líza pak využila svých novinářských schopností a přiměla Tlustého Tonyho, aby od svého plánu zavraždit Barta ustoupil. Když byl mafiánský boss mladší, hrál za dívčí tým, zjistila Líza.
Homer a Marge pak dokumentárnímu štábu řeknou, že Bart hrál i nadále až do doby, kdy mu vyšší kluk ukázal, že tak moc dobrý není. Homer od té doby již netrénoval (pouze přikazoval dětem, co mají dělat), krátce účinkuje profesionální basketbalista Stephen Curry, Milhouse se stále nezbavil strachu, Dolly Partonová zažalovala Krustyho za pomluvu a Tlustý Tony se znovu stal hráčem za ženský tým. Na závěr je zobrazen záběr na vypravěče, Nelsonova otce Eddieho. Daruje mu návleky k vestě a po pořízení rodinné fotografie opět zmizí.

## Přijetí
Dennis Perkins z The A.V. Clubu udělil dílu hodnocení B: „Baskeťák Bart obléká Simpsonovy do sportovního oblečení dokumentárního seriálu ESPN 30 for 30, a co se týče kaskadérských kousků, je to dobře provedený kousek. Oblouk tradiční simpsonovské epizody a oblouk průměrného dokumentu o ‚problémové sportovní osobnosti‘ se elegantně propojí, když se Bart po zdokonalení svých dovedností ve střelbě zmačkaným papírovým míčem stane hvězdou basketbalového týmu Springfieldské základní školy. Konflikt má různé podoby: Bart zaujímá oprávněný postoj, Homer trénuje tým, což vede k dramatu otce a syna, a Tlustý Tony samozřejmě tlačí na Barta, aby se trochu oháněl. Díl, jenž je navíc protkán hedvábně hladkým tónem profesionálního sportovního dabéra Earla Manna, funguje tak, že v podstatě překrývá roztříštěné a nedostatečně realizované vyprávění, které je typické pro většinu současných Simpsonů, a to za pomoci úhledného obalu sportovního příběhu, v němž se cítí dobře (nebo špatně). Je to podvod, ale ambiciózní a dobře realizovaný, jehož výsledkem je malá osvěžující odbočka 28. řady.“.
Tony Sokol, kritik Den of Geek, ohodnotil díl 3,5 hvězdičkami z 5 s komentářem: „V této epizodě nebylo nic opravdu překvapivého. Když už byla vyložena jako parodie na pořad ESPN 30 for 30, musela se řídit formátem tohoto pořadu, který spočívá v opakování hlavní myšlenky stále dokola.“ Uvedl také, že se jedná o jeden z nejvtipnějších dílů, co se týče podílu smíchu, naráží však na uhlazenost a profesionalitu.
Baskeťák Bart dosáhl ratingu 1,1 s podílem 4 a sledovalo ho 2,61 milionu lidí, což z něj činí nejsledovanější pořad večera na stanici Fox.